# خژانووو (استان وارمی-ماسوری)
خژانووو (به لهستانی:  Chrzanowo) یک روستا در لهستان است که در گمینا اوک واقع شده‌است.